# Canton de Cany-Barville
Le canton de Cany-Barville est une ancienne division administrative française située dans le département de la Seine-Maritime et la région Haute-Normandie.

## Géographie
Ce canton était organisé autour de Cany-Barville dans l'arrondissement de Dieppe. Son altitude variait de 0 m (Veulettes-sur-Mer) à 142 m (Grainville-la-Teinturière) pour une altitude moyenne de 58 m.

## Histoire
- De 1833 à 1848, les cantons de Cany et d'Ourville avaient le même conseiller général. Le nombre de conseillers généraux était limité à 30 par département.

## Représentation

### Conseillers généraux de 1833 à 2015
| Période | Période      | Identité                         | Étiquette                      | Qualité                                                                                            |
| ------- | ------------ | -------------------------------- | ------------------------------ | -------------------------------------------------------------------------------------------------- |
| 1833    | 1842 (décès) | Charles Bérigny                  | Majorité gouvernementale       | Inspecteur général des Ponts et Chaussées Député (1828-1842)                                       |
| 1842    | 1871         | Jacques François Alexandre Fouet | Bonapartiste                   | Conseiller honoraire à la Cour de Rouen                                                            |
| 1871    | 1892         | Gustave Rocquigny                | Droite                         | Propriétaire Maire de Saint-Martin-aux-Buneaux                                                     |
| 1892    | 1896         | Edouard Lecoq                    | Républicain                    | Médecin, maire de Cany                                                                             |
| 1896    | 1899 (décès) | Gustave Rousée                   | Républicain                    | Conseiller d'arrondissement, maire de Paluel                                                       |
| 1899    | 1919         | Casimir Romain                   | Républicain                    | Conseiller municipal de Bosville                                                                   |
| 1919    | 1940         | Henri Roquigny (1878-1962)       | URD                            | Propriétaire du château et Maire d'Auberville-la-Manuel (1904-1962)                                |
|         |              |                                  |                                | |
| 1945    | 1955         | Paul Le Baleur (1898-1970)       | SFIO                           | Instituteur, directeur d'école, conseiller municipal de Cany-Barville                              |
| 1955    | 1958 (décès) | Fernand Lepicard                 | DVD                            | Négociant grainetier Maire de Cany-Barville (1950-1958)                                            |
| 1958    | 1983         | Henri Le Coup de Sancy           | RI puis UDF-PR                 | Maire de Paluel                                                                                    |
| 1983    | 1991         | Robert Gabel                     | UDF-Rad.                       | Imprimeur Maire de Cany-Barville (1977-1991) Président de la Communauté de communes                |
| 1991    | 2011         | Didier Jouanne                   | UDF puis UMP ("Alternance 76") | Podologue Adjoint au Maire de Cany-Barville                                                        |
| 2011    | 2015         | Bruno Thune                      | PS puis PCF                    | Educateur spécialisé Conseiller municipal d'Ouainville, puis Adjoint au Maire et Maire depuis 2020 |

### Conseillers d'arrondissement (de 1833 à 1940)
Le canton de Cany-Barville appartenait à l'arrondissement d'Yvetot jusqu'à sa disparition en 1926.
| Période                                  | Période      | Identité                            | Étiquette                  | Qualité |
| ---------------------------------------- | ------------ | ----------------------------------- | -------------------------- | --- |
| 1833                                     | 1843 (décès) | Thomas Nicolas Roquigny (1796-1843) |                            | Cultivateur, maire de Cany                                                                                  |
| 1843                                     | 1852         | M. de Janville                      |                            | Propriétaire à Paluel                                                                                       |
| 1852                                     | 1871         | Antoine Anquetil                    |                            | Cultivateur à Cany                                                                                          |
| 1871                                     | 1886 (décès) | Anthime Élisée Debèque              | Monarchiste                | Notaire, maire de Cany                                                                                      |
| 1887                                     | 1895         | Louis Nion                          | Monarchiste                | Notaire à Cany                                                                                              |
| 1895                                     | 1896         | M. Rousée                           | Républicain                | Maire de Paluel                                                                                             |
| 1896                                     | 1907         | Eugène Albert Selle                 | Républicain                | Agriculteur, maire de Grainville-la-Teinturière                                                             |
| 1907                                     | 1919         | M. Cuissot                          | Rad. puis Républicain      | |
| 1919                                     | 1931         | Gaston Fiquet                       | Républicain progressiste   | Maire de Cany                                                                                               |
| 1931                                     | 1934         | M. Buquet                           | RG                         | |
| 1934                                     | 1940         | Raoul Rousseau                      | Concentration républicaine | Maire de Cany                                                                                               |
| 1940                                     |              |                                     |                            | Les conseils d'arrondissement ont été suspendus par la loi du 12 octobre 1940 et n'ont jamais été réactivés |
| Les données manquantes sont à compléter. |              |                                     |                            | |

## Composition
Le canton de Cany-Barville regroupait 18 communes et comptait 9 316 habitants (recensements de 1999, 2004 et 2006 sans doubles comptes).
| Communes                  | Population (2012) | Code postal | Code Insee |
| ------------------------- | ----------------- | ----------- | ---------- |
| Auberville-la-Manuel      | 117               | 76450       | 76032      |
| Bertheauville             | 85                | 76450       | 76083      |
| Bertreville               | 102               | 76450       | 76084      |
| Bosville                  | 512               | 76450       | 76128      |
| Butot-Vénesville          | 272               | 76450       | 76732      |
| Canouville                | 245               | 76450       | 76156      |
| Cany-Barville             | 3 150             | 76450       | 76159      |
| Clasville                 | 222               | 76450       | 76176      |
| Crasville-la-Mallet       | 133               | 76450       | 76189      |
| Grainville-la-Teinturière | 1 111             | 76450       | 76315      |
| Malleville-les-Grès       | 141               | 76450       | 76403      |
| Ocqueville                | 448               | 76450       | 76480      |
| Ouainville                | 495               | 76450       | 76488      |
| Paluel                    | 416               | 76450       | 76493      |
| Saint-Martin-aux-Buneaux  | 600               | 76450       | 76613      |
| Sasseville                | 268               | 76450       | 76664      |
| Veulettes-sur-Mer         | 308               | 76450       | 76736      |
| Vittefleur                | 623               | 76450       | 76748      |

## Démographie
| 1962  | 1968  | 1975  | 1982  | 1990  | 1999  | 2009 |
| ----- | ----- | ----- | ----- | ----- | ----- | ---- |
| 6 677 | 7 314 | 7 291 | 8 874 | 9 105 | 9 316 | -    |